# Saccoploca sordida
Saccoploca sordida är en fjärilsart som beskrevs av W. Warren 1904. Saccoploca sordida ingår i släktet Saccoploca och familjen Uraniidae. Inga underarter finns listade.